# 埃蒂瓦勒
埃蒂瓦勒（法語：Étival，法語發音：[etival]）是法国汝拉省的一个市镇，属于圣克洛德区。

## 地理
埃蒂瓦勒（46°30'26"N, 5°47'31"E）面积13.83 平方千米，位于法国勃艮第-弗朗什-孔泰大區汝拉省，该省份为法国东部内陆省份，北起上索恩省，西北接科多尔省，西临索恩-卢瓦尔省，南至安省，东与杜省和瑞士接壤。
与埃蒂瓦勒接壤的市镇（或旧市镇、城区）包括：沙泰勒德茹、莱克罗泽、默西亚、穆瓦朗昂蒙塔涅、楠谢。

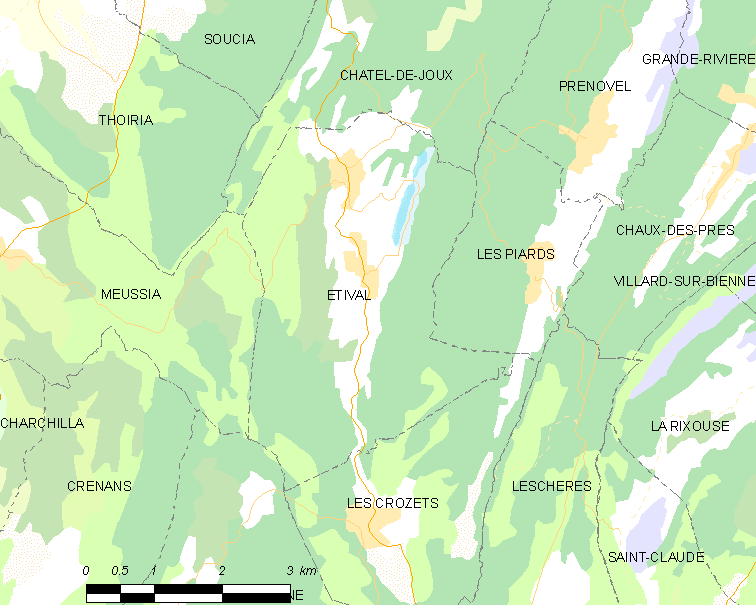
埃蒂瓦勒的OSM定位图

埃蒂瓦勒的时区为UTC+01:00、UTC+02:00（夏令时）。

## 行政
埃蒂瓦勒的邮政编码为39130，INSEE市镇编码为39216。

## 政治
埃蒂瓦勒所属的省级选区为穆瓦朗昂蒙塔涅县。

## 人口

1962-2008年间埃蒂瓦勒人口变化图示

埃蒂瓦勒于2022年1月1日时的人口数量为310人。